# Friedrich Wilhelm Schmidt (Kupferstecher)
Friedrich Wilhelm Schmidt (* 25. Mai 1756 in Berlin; † 26. Mai 1798 ebenda) war ein deutscher Kupferstecher.
Er war der Sohn des Bildnis- und Vignettenstechers Johann Gottlieb Schmidt. Er studierte 1777 an der Akademie der Künste in Berlin und arbeitete später wie sein Vater als Kupfer-, Vignetten- und Schriftstecher in Berlin.